# ГЕС Мітчелл
ГЕС Мітчелл — гідроелектростанція у штаті Алабама (Сполучені Штати Америки). Розміщена між ГЕС Lay з однієї сторони та ГЕС Bouldin і ГЕС Джордан з другої сторони, входить до складу каскаду на річці Куса, правій твірній річки Алабама (дренує південне завершення Аппалачів та після злиття з Томбігбі впадає до бухти Мобіл на узбережжі Мексиканської затоки).
У межах проекту річку перекрили бетонною греблею висотою від тальвегу 18 метрів (від підошви фундаменту 32 метри) та довжиною 385 метрів, яка потребувала 260 тис. м3 матеріалу. Вона утримує витягнуте по долині Куси на 23 км водосховище з площею поверхні 23,7 км2 та об'ємом 212 млн м3.
Інтегрований у правобережну частину греблі машинний зал в 1949 році обладнали однією пропелерною турбіною потужністю 20 МВт. У 1985-му до центральної частини споруди прибудували другий зал з трьома турбінами того ж типу потужністю по 50 МВт.